# Morivsk, Kozeleț
Morivsk (în ucraineană Морівськ) este localitatea de reședință a comunei Morivsk din raionul Kozeleț, regiunea Cernihiv, Ucraina.

## Demografie
Componența lingvistică a localității Morivsk
     Ucraineană (98,72%)
     Alte limbi (1,28%)
Conform recensământului din 2001, majoritatea populației localității Morivsk era vorbitoare de ucraineană (98,72%), existând în minoritate și vorbitori de alte limbi.